# Euphysa problematica
Euphysa problematica är en nässeldjursart som beskrevs av Peter Schuchert 1996. Euphysa problematica ingår i släktet Euphysa och familjen Euphysidae. Inga underarter finns listade i Catalogue of Life.